# Bryce Lampman
Bryce James Lampman (* 31. August 1982 in Rochester, Minnesota) ist ein ehemaliger US-amerikanischer Eishockeyspieler, der im Verlauf seiner aktiven Karriere zwischen 1998 und 2014 unter anderem über 410 Spiele in der American Hockey League (AHL) auf der Position des Verteidigers bestritten hat. Darüber hinaus absolvierte Lampman zehn Partien für die New York Rangers in der National Hockey League (NHL) und war jeweils eine Spielzeit für den ERC Ingolstadt sowie die Hannover Scorpions in der Deutschen Eishockey Liga (DEL) aktiv.

## Karriere
Bryce Lampman begann seine Karriere als Eishockeyspieler in der nordamerikanischen Juniorenliga United States Hockey League (USHL), in der er von 1998 bis 2001 für die Rochester Mustangs und Omaha Lancers aktiv war. Mit Letzteren gewann er in der Saison 2000/01 die Meisterschaft der Liga in Form des Clark Cup. Anschließend wurde der Verteidiger im NHL Entry Draft 2001 in der vierten Runde als insgesamt 113. Spieler von den New York Rangers aus der National Hockey League (NHL) ausgewählt. Zunächst besuchte er jedoch die University of Nebraska Omaha, für deren Eishockeymannschaft er parallel am Spielbetrieb der National Collegiate Athletic Association (NCAA) teilnahm. Im Sommer 2002 entschied sich Lampman dazu, die Universität vorzeitig zu verlassen und schloss sich den Kamloops Blazers aus der kanadischen Juniorenliga Western Hockey League (WHL) an.
Dort konnte er mit einem Tor und 17 Vorlagen in 29 Spielen überzeugen, sodass er im Laufe der Saison 2002/03 einen Vertrag beim Hartford Wolf Pack, dem Farmteam seines Draftteams New York Rangers, erhielt. Für das Wolf Pack gab er bis zum Saisonende in der American Hockey League (AHL) in insgesamt 47 Spielen sieben Vorlagen. In der Folgezeit wurde er zu einem festen Bestandteil des Wolf Packs in der AHL, während er gelegentlich für die New York Rangers in der NHL zum Einsatz kam. Über drei verschiedene Spielzeiten verteilt bestritt er zehn NHL-Partien für die Rangers. Im Juli 2007 wurde Lampman von den New York Rangers im Tausch gegen Mitch Fritz an die Tampa Bay Lightning abgegeben. Für deren AHL-Farmteam Norfolk Admirals absolvierte er zu Beginn der Saison 2007/08 insgesamt 16 Spiele, in denen er je drei Tore und drei Vorlagen erzielte. Bereits Ende November 2007 wurde er für Mario Scalzo zu den Dallas Stars transferiert, bei denen er ebenfalls bis Saisonende ausschließlich in deren AHL-Farmteam Iowa Stars eingesetzt wurde. Die Saison 2008/09 verbrachte Lampman bei Amur Chabarowsk in der neu gegründeten Kontinentalen Hockey-Liga (KHL). Aufgrund zahlreicher Verletzungen stand er für die Russen nur in neun Spielen in der KHL auf dem Eis, bei denen er punktlos blieb und vier Strafminuten erhielt.
Der US-Amerikaner kehrte daraufhin nach Nordamerika zurück und unterschrieb Ende Juli 2009 unterschrieb als Free Agent einen Vertrag bei den St. Louis Blues aus der NHL, für deren AHL-Kooperationspartner Peoria Rivermen er in der Saison 2009/10 in 54 Spielen sieben Tore und 13 Vorlagen erzielte. Nachdem er zuvor vertragslos gewesen war, wechselte der ehemalige Junioren-Nationalspieler im November 2010 zu den Houston Aeros, für die er allerdings nur fünf Spiele in der AHL bestritt, ehe er einen Monat nach seiner Vertragsunterschrift bei den Aeros für den Rest der Saison 2010/11 vom ERC Ingolstadt aus der Deutschen Eishockey Liga (DEL) verpflichtet wurde. Zur Saison 2011/12 wechselte er zum Ligakonkurrenten Hannover Scorpions. Für die Niedersachsen bestritt Lampman 52 Spiele, in denen er 14 Vorlagen lieferte. Da sein Vertrag in Hannover über den Sommer 2012 nicht verlängert worden war, kehrte der Verteidiger nach Nordamerika zurück. Dort schloss er sich den Orlando Solar Bears aus der ECHL an. Nach 21 Spielen in Florida, in denen Lampman drei Tore und neun Vorlagen erzielt hatte, erhielt er im Januar 2013 einen Probevertrag bei den Portland Pirates aus der AHL. Allerdings wurde dieser Kontrakt bereits nach acht Spielen wieder aufgelöst.
Daraufhin nahm der Verteidiger wieder ein Angebot aus Europa an und unterzeichnete einen bis zum Saisonende laufenden Vertrag bei den SCL Tigers aus der Schweizer National League A (NLA). Mit den Langnauern stieg er nach der verlorenen Ligaqualifikation gegen den Lausanne HC in die National League B (NLB) ab. Lampman trat den Weg in die Zweitklassigkeit mit den Tigers jedoch nicht an, sondern wechselte für den Beginn der Spielzeit 2013/14 abermals nach Nordamerika zurück und war dort zunächst für die Florida Everblades in der ECHL aktiv. Die Spielzeit beendete er dann beim Lørenskog IK in der norwegischen GET-ligaen. Nach der Saison beendete der 31-Jährige seine aktive Karriere.

### International
Mit der U20-Nationalmannschaft der Vereinigten Staaten nahm Lampman an der U20-Junioren-Weltmeisterschaft 2002 teil, bei der er mit seiner Mannschaft den fünften Platz belegte. Im Turnierverlauf blieb er in sieben Spielen punktlos und erhielt acht Strafminuten.

## Erfolge und Auszeichnungen
- 2001 Clark-Cup-Gewinn mit den Omaha Lancers

## Karrierestatistik

### International
Vertrat die USA bei:
- U20-Junioren-Weltmeisterschaft 2002

(Legende zur Spielerstatistik: Sp oder GP = absolvierte Spiele; T oder G = erzielte Tore; V oder A = erzielte Assists; Pkt oder Pts = erzielte Scorerpunkte; SM oder PIM = erhaltene Strafminuten; +/− = Plus/Minus-Bilanz; PP = erzielte Überzahltore; SH = erzielte Unterzahltore; GW = erzielte Siegtore; 1 Play-downs/Relegation; Kursiv: Statistik nicht vollständig)